# 林荫千里光
（學名：Senecio nemorensis）为菊科千里光属的植物。分布于台湾岛、远东、蒙古、俄罗斯、日本、朝鲜、欧洲以及中国大陆的山西、新疆、河北、湖北、河南、福建、山东、安徽、贵州、浙江、陕西、甘肃、四川、吉林等地，生长于海拔770米至3,000米的地区，常生长在林中开旷处、草地以及溪边，目前尚未由人工引种栽培。

## 别名
黄菀（内蒙古）